# 蘇滕湖
47°38′50″N 11°50′19″E / 47.647329696711°N 11.838677942769°E

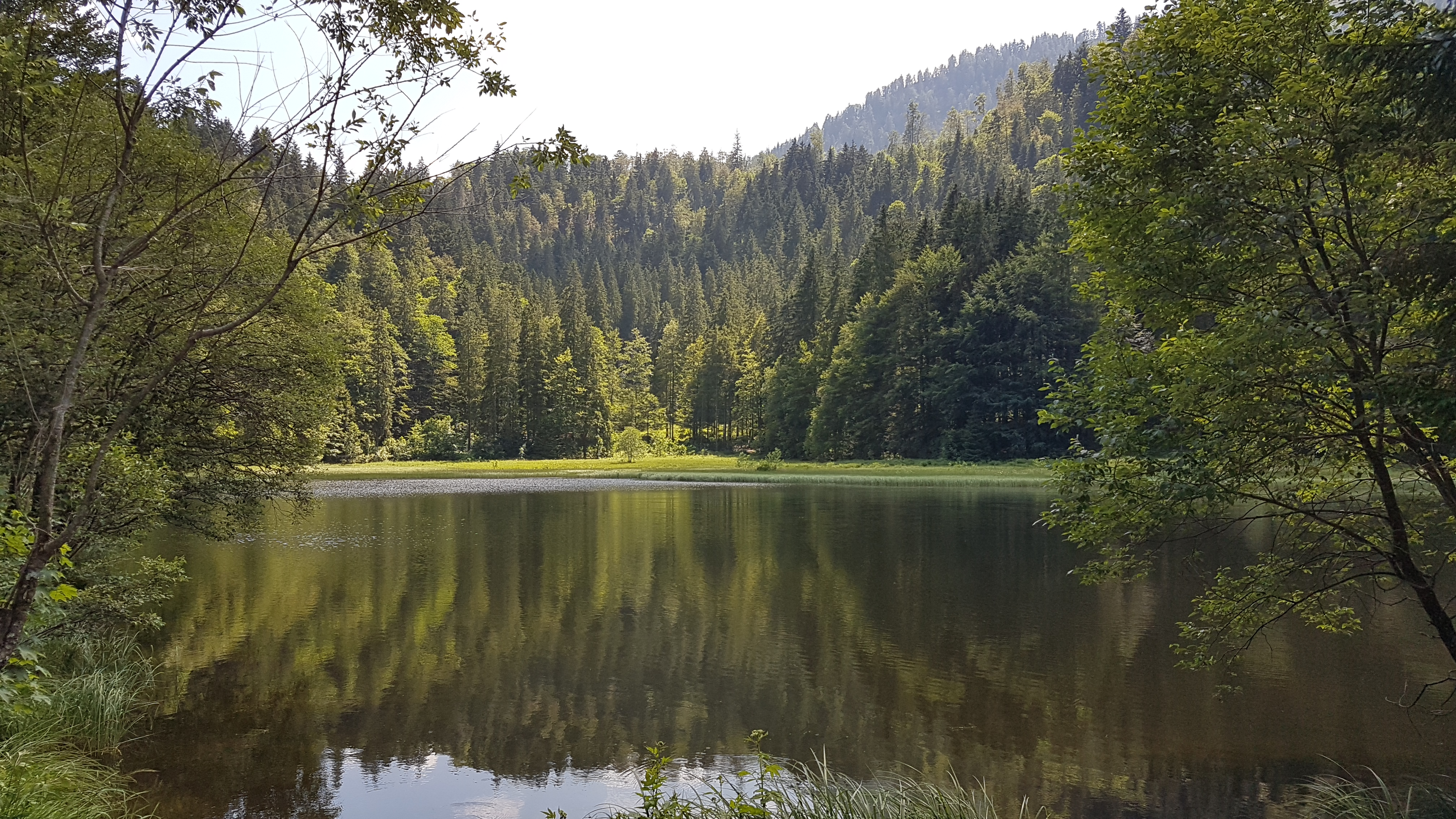

蘇滕湖（德語：Suttensee），是德國巴伐利亞州的湖泊，位於該國東南部，處於芒法爾山脈，長0.2公里、寬0.1公里，面積0.01平方公里，海拔高度980米，湖岸線長度0.6公里。